# Маріса Томей
Маріса Томей (англ. Marisa Tomei; нар. 4 грудня 1964, Бруклін, Нью-Йорк, США) — американська акторка театру і кіно, продюсерка.

## Біографія
Щоб знятися в телевізійному серіалі «Як обертається світ» (1983—1985), Маріса кинула навчання в університеті Бостона. Ця роль проклала їй дорогу в кінематограф, хоча в своєму першому фільмі «Flamingo Kid» за участю Метта Діллона вона виконувала лише невелику епізодичну роль.
Слава прийшла до Томей в 1992 після фільму «Мій кузен Вінні», за роль Мони Лізи Віто, в якому вона отримала «Оскар» за найкращу жіночу роль другого плану. Широко відома версія, що Томей була нагороджена помилково. Разом з нею були номіновані 4 британські акторки за драматичні ролі. Оголошував переможницю 74-річний Джек Паланс, який пожартував з цього приводу, а потім нібито помилково оголосив володаркою призу Томей. Академія спростувала цей міф.
2000-ті принесли акторці ще дві номінації на премію «Оскар» за роль другого плану — у 2001 за фільм «У спальні», в 2008 — за фільм «Реслер».
Маріса Томей грає в театрі в нью-йоркських трупах «Naked Angels Theater Company» і «Blue Light Theater Company».

## Вибрана фільмографія
| Рік  |    | Українська назва                         | Оригінальна назва                  | Роль                  |
| ---- | -- | ---------------------------------------- | ---------------------------------- | --------------------- |
| 1984 | ф  | Токсичний месник                         | The Toxic Avenger                  | дівчина в роздягальні |
| 1984 | ф  |                                          | The Flamingo Kid                   | Менді                 |
| 1986 | ф  |                                          | Playing for Keeps                  | Менді                 |
| 1991 | ф  | Оскар                                    | Oscar                              | Трейсі                |
| 1991 | ф  | Зендалі                                  | Zandalee                           | Ремі                  |
| 1992 | ф  | Мій кузен Вінні                          | My Cousin Vinny                    | Мона Ліза Віто        |
| 1992 | ф  | Рівнодення                               | Equinox                            | Розі Ріверс           |
| 1992 | ф  | Чаплін                                   | Chaplin                            | Мейбл Норманд         |
| 1993 | ф  | Дике серце                               | Untamed Heart                      | Каролін               |
| 1994 | ф  | Тільки ти                                | Only You                           | Фейт Корвач           |
| 1994 | ф  | Газета                                   | The Paper                          | Марта Хаккетт         |
| 1995 | ф  | Чотири кімнати                           | Four Rooms                         | Маргарет              |
| 1995 | ф  | Сім'я Перес                              | The Perez Family                   | Доріт Евіта Перес     |
| 1996 | ф  | Зриваючи зірки                           | Unhook the Stars                   | Моніка                |
| 1997 | ф  | Вітаємо в Сараєво                        | Welcome to Sarajevo                | Ніна                  |
| 1998 | ф  | Нетрі Беверлі Хіллз                      | Slums of Beverly Hills             | Рита Абромовіц        |
| 2000 | ф  | Щасливі випадки                          | Happy Accidents                    | Рубі                  |
| 2000 | ф  | Спостерігач                              | The Watcher                        | Поллі                 |
| 2000 | ф  | Король джунглів                          | King of the Jungle                 | детектив Костелло     |
| 2000 | ф  | Чого хочуть жінки                        | What Women Want                    | Лола                  |
| 2001 | ф  | У спальні                                | In the Bedroom                     | Наталі Строт          |
| 2001 | ф  | Флірт зі звіром                          | Someone Like You                   | Ліз                   |
| 2002 | ф  | Гуру                                     | The Guru                           | Лексі                 |
| 2002 | ф  | Просто поцілунок                         | Just a Kiss                        | Паула                 |
| 2003 | ф  | Управління гнівом                        | Anger Management                   | Лінда                 |
| 2004 | ф  | Красунчик Алфі або Чого хочуть чоловіки? | Alfie                              | Джулі                 |
| 2005 | ф  | Фактотум                                 | Factotum                           | Лаура                 |
| 2005 | ф  | Улюбленець                               | Loverboy                           | Сібіл                 |
| 2006 | ф  | Даніка                                   | Danika                             | Даніка Меррік         |
| 2007 | ф  | Народжені на волі                        | Born to be Wild                    |                       |
| 2007 | ф  | Реальні кабани                           | Wild Hogs                          | Меггі                 |
| 2007 | ф  | Ігри диявола                             | Before the Devil Knows You're Dead | Джина Хенсон          |
| 2008 | ф  | Реслер                                   | The Wrestler                       | Кессіді               |
| 2008 | ф  | Корпорація Війна                         | War, Inc.                          | Наталі Хегалхуцен     |
| 2010 | ф  | Сайрус                                   | The Cyrus                          | Моллі                 |
| 2011 | ф  | Адвокат на лінкольні                     | The Lincoln Lawyer                 | Меггі Макферсон       |
| 2011 | ф  | Березневі іди                            | The Ides of March                  | Іда Хорович           |
| 2011 | ф  | Це безглузде кохання                     | Crazy, Stupid, Love.               | Кейт Тафферті         |
| 2011 | ф  | Бульвар порятунку                        | Salvation Boulevard                | Хані Фостер           |
| 2012 | ф  | Обережно! Предки в хаті                  | Parental Guidance                  | Еліс Сіммонс          |
| 2012 | ф  | Неминучість                              | Inescapable                        | Фатіма                |
| 2014 | ф  | Любов - дивна штука                      | Love Is Strange                    | Кейт                  |
| 2015 | ф  | Дівчина без комплексів                   | Trainwreck                         | Власник собаки        |
| 2015 | ф  | Гра на пониження                         | The Big Short                      | Синтія Баум           |
| 2016 | ф  | Перший месник: Протистояння              | Captain America: Civil War         | Мей Паркер            |
| 2017 | ф  | Людина-павук: Повернення додому          | Spider-Man: Homecoming             | Мей Паркер            |
| 2017 | кф |                                          | Laboratory Conditions              | Емма                  |
| 2018 | ф  |                                          | After Everything                   | Ліза Гарден           |
| 2018 | ф  | Судна ніч. Початок                       | The First Purge                    | Мей Епдейл            |
| 2018 | ф  |                                          | Dark Was the Night                 | Маргарет Ленґ         |
| 2019 | ф  | Месники: Завершення                      | The Avengers: Endgame              | Мей Паркер (камео)    |
| 2019 | ф  | Френкі                                   | Frankie                            | Ірен                  |
| 2019 | ф  | Людина-павук: Далеко від дому            | Spider-Man: Far from Home          | Мей Паркер            |
| 2019 | ф  |                                          | Human Capital                      | Керрі                 |
| 2020 | ф  |                                          | The King of Staten Island          | Марджі Карлін         |
| 2021 | ф  | Людина-павук: Нема шляху додому          | Spider-Man: No Way Home            | Мей Паркер            |
| 2023 | ф  | Вона прийшла до мене                     | She Came to Me                     | Катріна Тренто        |
| 2024 | ф  | Брати                                    | Brothers                           | Бетесда Вейнґро       |
| 2024 | ф  | Підвищення                               | Upgraded                           | Клер                  |